# Уимбълдън 2012
Уимбълдън 2012 е тенис турнир на трева. Това е 126-ото му издание и трето състезание от Големия шлем за годината. Провежда се на кортовете в Лондон от 25 юни до 8 юли 2012 г.

## Сингъл

### Сингъл мъже
| Шампион            | Шампион            | Финалист             | Финалист              |
| ------------------ | ------------------ | -------------------- | --------------------- |
| Роджър Федерер (3) | Роджър Федерер (3) | Анди Мъри (4)        | Анди Мъри (4)         |
| Полуфиналисти      |                    |                      |                       |
| Новак Джокович (1) | Новак Джокович (1) | Жо-Вилфрид Цонга (5) | Жо-Вилфрид Цонга (5)  |
| Четвъртфиналисти   |                    |                      |                       |
| Флориан Майер (31) | Михаил Южни (26)   | Давид Ферер (7)      | Филип Колшрайбер (27) |

### Сингъл жени
| Шампионка           | Шампионка            | Финалистка            | Финалистка            |
| ------------------- | -------------------- | --------------------- | --------------------- |
| Серина Уилямс (6)   | Серина Уилямс (6)    | Агнешка Радванска (3) | Агнешка Радванска (3) |
| Полуфиналистки      |                      |                       |                       |
| Анжелик Кербер (8)  | Анжелик Кербер (8)   | Виктория Азаренка (2) | Виктория Азаренка (2) |
| Четвъртфиналистки   |                      |                       |                       |
| Сабине Лисицки (15) | Мария Кириленко (17) | Петра Квитова (4)     | Тамира Пашек          |